# Papubolbe gressitti
Papubolbe gressitti är en bönsyrseart som beskrevs av Max Beier 1965. Papubolbe gressitti ingår i släktet Papubolbe och familjen Iridopterygidae. Inga underarter finns listade i Catalogue of Life.